# Vörå
 Vörå (en finés:  Vöyri) es una localidad finlandesa fundada en 1868 y anexionada en 2011 a Maxmo y Oravais, es bilingüe en finés y sueco con más de un 85% de suecófonos.

## Maxmo

Maxmo

Vörå

La expoblación contaba con 1037 habitantes (2003) y una superficie de 148,06 km² de los que un cuarto eran tierra. 

## Vörå
La expoblación contaba con 3.524 habitantes (2003) y una superficie de 427,50 km² de los cuales 2,38 km² eran agua. La 